# Relaciones Egipto-México
Las naciones de Egipto y México establecieron relaciones diplomáticas en 1958, sin embargo, los dos estados interactuaron de manera no oficial antes de esa fecha. Ya en 1861, los soldados egipcios se unieron a la invasión de México por parte del emperador francés Napoleón III Bonaparte. A principios del siglo XX, México abrió un consulado en la ciudad portuaria Mediterráneo de Alejandría. Desde la independencia de Egipto en 1960, ambas naciones han mantenido una cálida relación basada en intercambios culturales, turismo y comercio.
Ambas naciones son miembros del Grupo de los 15, G24 y de las Naciones Unidas.

## Historia
Durante la Segunda intervención francesa en México, Muhammad Sa'id Pasha de Egipto acordó enviar al Emperador Napoleón III un Batallón Auxiliar de 447 soldados egipcio-sudanés a México, pues se pensó que los soldados de África se "adaptarían" mejor al calor en México que los franceses. En 1867, los 326 soldados sobrevivientes fueron enviados a Francia antes de regresar a Egipto.
En 1905, México abrió un consulado en la ciudad portuaria de Alejandría para ayudar a los barcos mexicanos que se detuvieran en la ciudad antes o después de viajar a través del Canal de Suez. En 1922, Egipto obtuvo su independencia del Reino Unido y las relaciones diplomáticas entre Egipto y México se establecieron oficialmente el 31 de marzo de 1958. Dos años después, ambas naciones abrieron una embajada residente en sus respectivas capitales. Desde entonces, las relaciones entre ambas naciones se han basado principalmente en el respeto mutuo y en la cooperación en temas internacionales en las Naciones Unidas. En 1975, el presidente mexicano Luis Echeverría Álvarez realizó una visita de estado a Egipto y en 1981, el presidente José López Portillo hizo lo mismo, siendo recibidos en ambas ocasiones por el presidente Anwar el Sadat.
En septiembre de 2015, un grupo de 14 turistas mexicanos fueron atacados por error por las fuerzas de seguridad egipcias mientras estaban de vacaciones en el desierto occidental de Egipto. El gobierno egipcio declaró que las fuerzas de seguridad confundieron a los turistas con terroristas. Durante el ataque, ocho ciudadanos mexicanos murieron y seis resultaron heridos. El gobierno de México condenó el incidente, pidiendo una exhaustiva investigación del percance, sin embargo, este acontecimiento no rompió las relaciones diplomáticas entre ambas naciones.
Los dos países ofrecen regularmente exposiciones culturales y en 1996 establecieron la Asociación Egipcio-Mexicana para la Egiptología. En 2018, México y Egipto celebraron 60 años de relaciones diplomáticas.
En junio de 2022, la subsecretaria de Relaciones Exteriores de México, Carmen Moreno Toscano, realizó una visita a Egipto. Durante la visita en Egipto, ambas naciones firmaron un Memorándum de Entendimiento entre el Instituto Matías Romero y la Academia Diplomática de Egipto. La subsecretaria Moreno Toscano también visitó la Liga Árabe para fortalecer las consultas periódicas de alto nivel con esa organización regional y México. Ese mismo año en noviembre, el canciller mexicano Marcelo Ebrard realizó una visita a Egipto para asistir a la Conferencia de las Naciones Unidas sobre el Cambio Climático de 2022 en Sharm el-Sheij.

## Visitas de alto nivel
Visitas de alto nivel de Egipto a México
- Ministro de Relaciones Exteriores Butros Butros-Ghali (1981, 1984, 1987)
- Ministro de Cultura Faruq Hosni (2008)
- Viceministro de Relaciones Exteriores Mohamed Orabi (2010)

Visitas de alto nivel de México a Egipto
- Secretario de Relaciones Exteriores Emilio Óscar Rabasa (1974)
- Presidente Luis Echeverría Álvarez (1975)
- Presidente José López Portillo (1981)
- Secretario de Relaciones Exteriores Bernardo Sepúlveda Amor (1986)
- Secretaria de Relaciones Exteriores Rosario Green (1998)
- Secretario de Relaciones Exteriores Luis Ernesto Derbez (2006)
- Subsecretaria de Relaciones Exteriores Lourdes Aranda Bezaury (2009)
- Secretaria de Relaciones Exteriores Patricia Espinosa Cantellano (2010)
- Secretaria de Relaciones Exteriores Claudia Ruiz Massieu (2015)
- Subsecretaria de Relaciones Exteriores Carmen Moreno Toscano (2022)
- Secretario de Relaciones Exteriores Marcelo Ebrard (2022)

## Acuerdos bilaterales
Ambas naciones han firmado varios acuerdos bilaterales, como un Acuerdo sobre intercambios culturales (1960); Acuerdo comercial (1963); Acuerdo de Cooperación Económica (1984); Acuerdo de Cooperación Cultural, Científica y Técnica (1987); Acuerdo de Cooperación Educativa (1987); Acuerdo de Cooperación Turística (1991); Memorándum de Entendimiento entre Egyptian Businessmen Association (EBA) y la Cámara Árabe Mexicana de Industria y Comercio (CAMIC) (2017); Memorándum de Entendimiento entre Federation of Egyptian Industries y la Cámara Árabe Mexicana de Industria y Comercio (CAMIC) (2017) y un Memorándum de Entendimiento entre el Instituto Matías Romero y la Academia Diplomática de Egipto (2022).

## Comercio

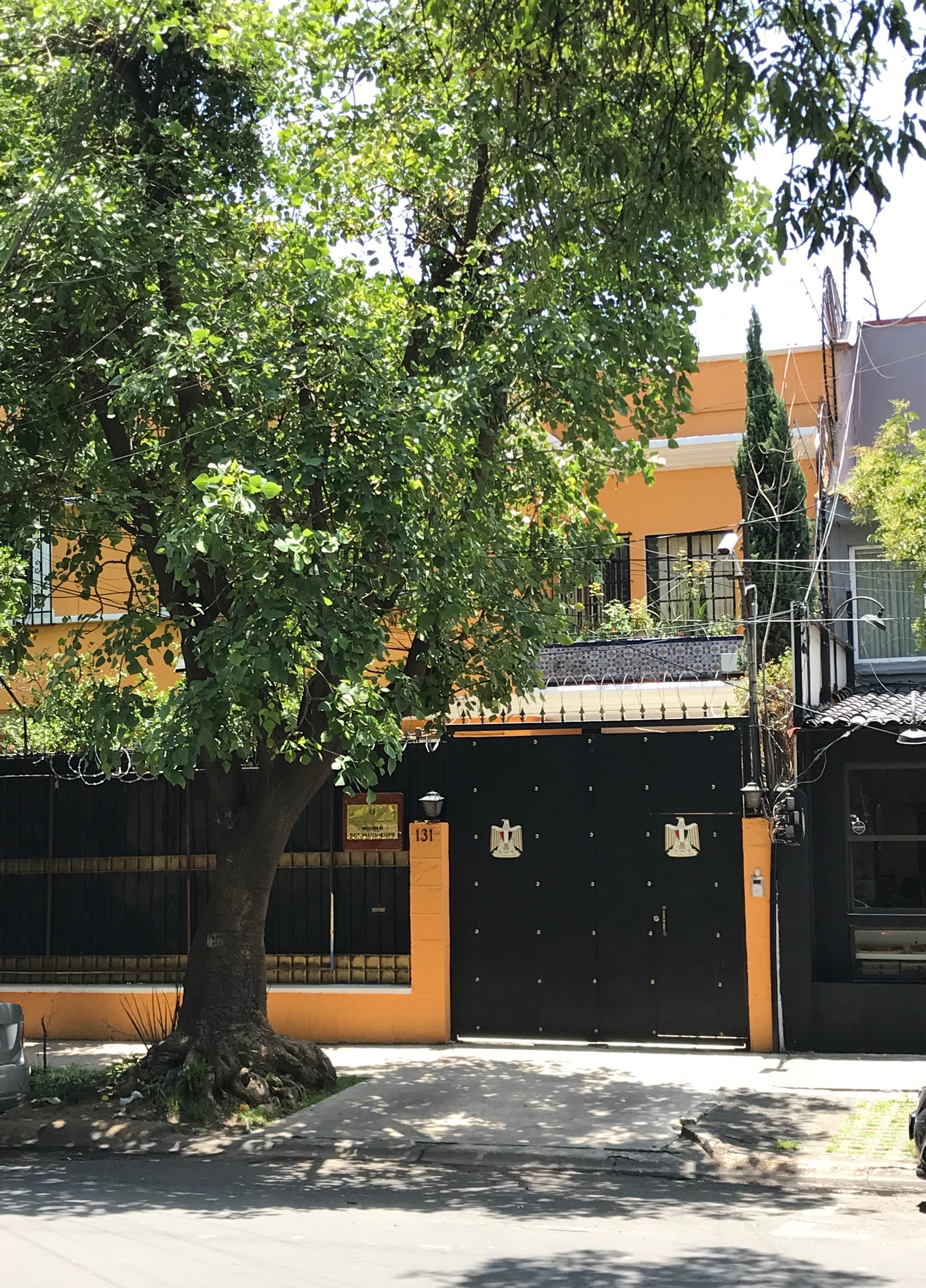
Embajada de Egipto en la Ciudad de México

En 2023, el comercio entre Egipto y México ascendió a $130 millones de dólares. Las principales exportaciones de Egipto a México incluyen: autopartes, algodón y textiles. Las principales exportaciones de México a Egipto incluyen: tubos de gas y petróleo, cilindros metálicos, semillas de sésamo y tequila. Las empresas multinacionales mexicanas como Cemex, Gruma, KidZania, Rotoplas y Sukarne (entre otros) operan en Egipto.

## Misiones diplomáticas residentes
- Egipto tiene una embajada en la Ciudad de México.
- México tiene una embajada en El Cairo.[15]